# Леселидзе (посёлок)
Гячрыпш, Гячрыпщ / Леселидзе (абх. Гьачрыҧшь, Гьечрыҧшь, груз. ლესელიძე [Леселидзе]) — село в Абхазии, в Гагрском районе частично признанной Республики Абхазия, согласно административному делению Грузии — в Гагрском муниципалитете Абхазской Автономной Республики. Находится на берегу Чёрного моря, в 14 км от Гагры. В посёлке расположен остановочный пункт Гячрыпш Абхазской железной дороги.

## История
Название Гячрыпш пошло от селения, которым правили джигетские (садзские) князья Гяч и которая именовалась Гячкуадж, (Гъыш къуажэ (черк.), Гячаа-рқыҭа (абх.) — селение Гечевцев. В исторической литературе встречаются вариации Гячилер (турецк.) «Гяч».
До 1864 года на месте поселка располагалось селение Гячкуадж известного джигетского (садзского) княжеского рода Гяч.
Население переселилось в Турцию в ходе окончания Кавказской войны и выселения черкесов.
С конца XIX веке назывался Ермоловск, в честь министра земледелия А. С. Ермолова, который в 1894 году побывал в этом селении. Встречающееся в литературе указание на связь ойконима с именем известного генерала Ермолова, главнокомандующего в Кавказской войне, ошибочно.
В 1944 году селение переименовано в честь генерала К. Н. Леселидзе (1903—1944), участника боев на Кавказе в годы Великой Отечественной войны.
После Второй мировой войны посёлок был благоустроен и развивался как курортный. В Леселидзе появились детский санаторий, дом отдыха, спортивная база-пансионат. База считалось излюбленным местом для сборов и тренировок ведущих спортсменов. Здесь проходили тренировки сборной СССР по футболу и многих футбольных команд СССР. Также тренировались гандболисты и легкоатлеты.

В 1975 году открыт памятник К. Н. Леселидзе, автором которого является Силован Якимович Какабадзе. Торжественное открытие памятника генералу К. Н. Леселидзе состоялось в день празднования 30-летия Великой Победы — 9 мая 1975 года. На митинге выступила дочь генерала Изольда Леселидзе, которая сказала: 
“Я бесконечно рада поздравить вас всех с Днем Победы. С этим великим праздником совпало открытие памятника моему отцу, это памятник не только отцу, но и всем тем, кто ушел на войну из Грузии и не вернулся домой...”
Во время войны в Абхазии в сентябре 1992 года после падения города Гагра вместе с другими грузинскими памятниками был демонтирован и памятник генерал-полковнику Константину Николаевичу Леселидзе.
В том же году постановлением Верховного совета Республики Абхазии посёлок Леселидзе был переименован.
Колхоз
В советское время в селе действовали колхозы имени Сталина и «Большевик» Гагрского района, которые были объединены в начале 1950-х годах в колхоз имени Сталина. Позднее колхоз имени Сталина был объединён с соседним колхозом и стал называться именем Кингисеппа. С 1960 года колхоз назывался «Дружба». В колхозе трудились Герои Социалистического Труда председатели Тариел Константинович Гуния, Ганс Михайлович Северин, агроном Вамбол Гансович Янес, бригадиры Карекин Минасович Кесьян, Вольдемар Магнусович Ромм, звеньевые Михаил Юганович Конно и Ильда Иоэловна Локк.

## Социальная структура
Работают пансионаты «Гяч» и «Лагуна».

## Население
По данным 1959 года в посёлке Леселидзе жило 646 человек, в основном русские и эстонцы (в сельсовете в целом — 2964 жителя, включавшем также сёла: преимущественно русско-эстонское Сальме (1268 чел.) и преимущественно грузино-эстонское Сулево (1050 чел., 1959 г.). К 1989 году в посёлке жило 969 человек, в нём преобладали уже армяне и грузины (к северу в селе Сулево — грузины (а также эстонцы), в селе Сальме (Псоу) — эстонцы, грузины, армяне). После войны 1990-х годов в Леселидзе стали преобладать армяне и абхазы, а в сёлах к северу — армяне и эстонцы. По данным переписи 2011 года численность населения сельского поселения (сельской администрации) Гячрыпш составила 1546 жителей, из них 980 человек — армяне (63,4 %), 215 человек — абхазы (13,9 %), 146 человек — русские (9,4 %), 205 человек — другие национальности (13,3 %, включая эстонцев).